# موسى شانون
موسى شانون (بالإنجليزية: Musa Shannon)‏ (1 أغسطس 1975 بسيراكيوز في الولايات المتحدة - ) هو لاعب كرة قدم ليبيري في مركز الهجوم. شارك مع منتخب ليبيريا لكرة القدم. أما مع النوادي، فقد لعب مع تامبا باي موتيني وفانكوفر وايتكابس وكولورادو رابيدز ونادي ماريتيمو وDongguan Dongcheng F.C. ‏ وفانكوفر وايتكابس (نادي كرة قدم) وSalem City FC ‏ وLanwa F.C. ‏.

## وصلات خارجية
- موسى شانون على موقع الدوري الأمريكي (الإنجليزية)
- موسى شانون على موقع قاعدة بيانات كرة القدم.إي يو (الإنجليزية)
- موسى شانون على موقع ناشيونال فوتبول تيمز (الإنجليزية)
- موسى شانون على موقع عالم كرة القدم.نت (الإنجليزية)